# Luis Iglesia
Luis Iglesia Besteiro (nacido el 2 de febrero de 1962 en Riotorto, provincia de Lugo, Galicia) es un actor español, intérprete del papel de Carmelo Matalobos en Matalobos.

## Carrera profesional
Trabajó en el teatro con varias compañías, especialmente con Teatro do Aquí. Dobla al gallego en el ámbito de la locución a actores como Harrison Ford, Robert De Niro, Mel Gibson, Paul Newman, Chuck Norris y Andrew Garfield entre otros.
También trabaja en la publicidad. En el ámbito representativo hizo varias cortometrajes, como Palíndromo. Trabajó en varias series gallegas como Libro de familia, también en papeles protagonistas en algunas de ellas, como Mareas vivas, Un mundo de historias o Terra de Miranda donde interpretó el papel de Antón y la más importante, que le proporcionó fama, Matalobos donde interpretaba a Carmelo Matalobos.
En 2004 ha hecho una aparición en la serie de televisión Pepe Carvalho como Ginés y en 2008 hizo una aparición en Hospital Central como Lorenzo.
En 2010, formó parte de la película Secuestrados y trabajó en la miniserie española, No soy como tú como Jiménez, producida por Antena 3. Trabajó también en largometrajes para la televisión como Entre bateas, Cota roja, Pataghorobí o Autopsia; y para el cine como La promesa o Heroína.
En 2011 forma parte del reparto de la serie Piratas de Telecinco interpretando al Intendente Gaspar Falcón. Con él, están en el reparto Pilar Rubio, Óscar Jaenada, Silvia Abascal, Luis Zahera y nuevamente coincide con Xabier Deive y Luisa Merelas, tras Matalobos. También trabaja en Ángel o demonio como el coronel Medina.
En 2012 se estrena otra serie en Telecinco esa temporada, La fuga protagonizada por María Valverde y Aitor Luna, y que cuenta en su reparto con la también actriz gallega María Vázquez. También en el 2012 actúa en la película gallega Vilamor, dirigido por Ignacio Vilar y en el que interpreta al personaje de Breixo de adulto.
En 2013 participa en la miniserie de televisión Salaó. Entre 2014 y 2020 aparece en Pazo de familia, Lobos e Cordeiros, A Estiba y Serramoura.

## Filmografía
- 1994 - Contar (cortometraje)
- 1999 - Xinetes na Tormenta (cortometraje)
- 2002 - Autopsia (película para la televisión)
- 2002 - Entre bateas (película para la televisión) como Xocas
- 2004 - La teoría del espejo (cortometraje)
- 2004 - Cota roja (película para la televisión) como Primer Oficial
- 2004 - La promesa como Doctor
- 2005 - Heroína como Juanjo
- 2006 - Premio como Profesor
- 2008 - Palíndromo como Profesor
- 2010 - Secuestrados
- 2012 - Vilamor como Breixo de adulto
- 2012 - Mr. Smith & Mrs. Wesson (cortometraje) como Y. Kalashnikov
- 2013 - Flores para Amalia (cortometraje)
- 2013 - Somos gente honrada
- 2015 - La playa de los ahogados como Guzmán Barrio
- 2023 - Los enviados[3]

## Premios y candidaturas

### Premios Mestre Mateo
| Año  | Categoría                                        | Película  | Resultado |
| ---- | ------------------------------------------------ | --------- | --------- |
| 2012 | Mejor interpretación masculina como protagonista | Matalobos | Nombrado  |
| 2011 | Mejor interpretación masculina como protagonista | Matalobos | Nombrado  |
| 2010 | Mejor interpretación masculina como protagonista | Matalobos | Nombrado  |
| 2009 | Mejor interpretación masculina como protagonista | Matalobos | Nombrado  |